# Hirudisoma latum
Hirudisoma latum är en mångfotingart som först beskrevs av Ribaut 1908.  Hirudisoma latum ingår i släktet Hirudisoma och familjen Hirudisomatidae. Inga underarter finns listade i Catalogue of Life.